# 科林斯 (密蘇里州)
科林斯（英語：Collins）是位於美國密蘇里州聖克萊爾縣的村。

## 人口
根據2020年美國人口普查的數據，科林斯的面積為0.64平方千米，皆為陸地。當地共有人口125人，而人口密度為每平方千米195人。